# Lycaena mariposa
Lycaena mariposa ist ein Schmetterling (Tagfalter) aus der Familie der Bläulinge (Lycaenidae).

## Beschreibung

### Falter
Die Flügelspannweite der Falter beträgt 29 bis 32 Millimeter. Zwischen den Geschlechtern besteht ein starker Sexualdimorphismus. Die Flügeloberseiten bei den Männchen schillern in violetten oder rötlichen Tönungen. Sie zeigen wenige Zeichnungselemente. Bei den Weibchen hingegen überwiegen orangebraune Grundfärbungen, von denen sich dunkle Flecke und ein dunkler Rand abheben. Die Unterseite der Vorderflügel beider Geschlechter ist gelborange gefärbt und mit einigen schwarzen Punkten versehen. Die Unterseiten der Hinterflügel sind hellgrau marmoriert, wodurch die Art unverwechselbar ist.

### Raupe
Erwachsene Raupen haben eine grüne Grundfärbung und zeigen gelbliche Linien und Streifen. Ihre Gesamtlänge beträgt im Durchschnitt etwa 15 Millimeter.

## Verbreitung und Lebensraum
Lycaena mariposa kommt vom Süden Alaskas über British Columbia entlang der nordamerikanischen Westküste bis in den Norden Kaliforniens vor. Richtung Osten erstreckt sich das Verbreitungsgebiet bis Wyoming und Oregon. Die Art lebt bevorzugt in sumpfigen oder offenen Wäldern.

## Lebensweise
Die Falter bilden eine Generation pro Jahr aus. Sie sind im Juli und August anzutreffen. Zur Aufnahme von Nektar saugen sie gerne an verschiedenen Blüten. Die Raupen ernähren sich von den Blättern von Heidekrautgewächsen (Ericaceae), in Kalifornien von Vaccinium arbuscula. Die Art überwintert als Ei.

## Unterarten
Neben der Nominatform Lycaena mariposa mariposa werden folgende Unterarten unterschieden:
- Lycaena mariposa penroseae
- Lycaena mariposa charlottensis